# Donji Palačkovci
Donji Palačkovci (cyr. Доњи Палачковци) – wieś w Bośni i Hercegowinie, w Republice Serbskiej, w gminie Prnjavor. W 2013 roku liczyła 359 mieszkańców.